# Briefmarken-Jahrgang 1989 der Deutschen Post der DDR
Der Briefmarken-Jahrgang 1989 der Deutschen Post der Deutschen Demokratischen Republik umfasste 56 einzelne Sondermarken, vier Briefmarkenblocks mit sechs Sondermarken und zwei Kleinbogen mit zehn Sondermarken. Vierzehn Briefmarken wurden zusammenhängend gedruckt; dabei gab es drei Paare mit innenliegendem Zierfeld.
In diesem Jahr wurden keine Dauermarken ausgegeben. Insgesamt erschienen 74 Motive.
Alle Briefmarken-Ausgaben seit 1964 sowie die 2-Mark-Werte der Dauermarkenserie Präsident Wilhelm Pieck und die bereits seit 1961 erschienene Dauermarkenserie Staatsratsvorsitzender Walter Ulbricht waren ursprünglich unbegrenzt frankaturgültig. Mit der Wiedervereinigung verloren alle Marken nach dem 2. Oktober 1990 ihre Gültigkeit.

## Besonderheiten
Erstmals wurden zwei der vier ausgegebenen Briefmarkenblocks einzeln nummeriert. Die vier Motive Fernsprechapparate im Wandel der Zeiten gab es sowohl als Einzelmarken als auch im Zusammendruck. Die Ausgabe Meißner Porzellan (III) wurde ebenfalls als Einzelmarken sowie in einem größeren Format als Zusammendruck ausgegeben.
Dauermarken wurden in diesem Jahrgang nicht ausgegeben.

## Liste der Ausgaben und Motive
Legende
- Bild: Eine bearbeitete Abbildung der genannten Marke. Das Verhältnis der Größe der Briefmarken zueinander ist in diesem Artikel annähernd maßstabsgerecht dargestellt. Sollten keine Marken abgebildet sein, liegt es daran, dass das Urheberrecht des Künstlers noch nicht erloschen ist.
- Beschreibung: Eine Kurzbeschreibung des Motivs und/oder des Ausgabegrundes. Bei ausgegebenen Serien oder Blocks werden die zusammengehörigen Beschreibungen mit einer Markierung versehen eingerückt.
- Wert: Der Frankaturwert der einzelnen Marke in Pfennig. Ein „+“ bedeutet, dass es sich um eine Zuschlagsmarke handelt (= Frankaturwert + Spende).
- Ausgabedatum: Das Datum des erstmaligen Verkaufs dieser Briefmarke.
- Auflage: Soweit bekannt, wird hier die zum Verkauf angebotene Anzahl dieser Ausgabe angegeben.
- Entwurf: Soweit bekannt, wird hier angegeben, von wem der Entwurf dieser Marke stammt.
- Mi.-Nr.: Diese Briefmarke wird im Michel-Katalog unter der entsprechenden Nummer gelistet.

| Sondermarken | Sondermarken | Sondermarken | Sondermarken          | Sondermarken | Sondermarken                       | Sondermarken |
| Bild         | Beschreibung | Wert         | Ausgabe- datum (1989) | Auflage      | Entwurf                            | Mi.-Nr.      |
| ------------ | --- | ------------ | --------------------- | ------------ | ---------------------------------- | ------------ |
|              | 40 Jahre Rat für gegenseitige Wirtschaftshilfe (RGW) Flaggen der Mitgliedsstaaten vor roter Fahne | 20           | 10. Januar            | 8.100.000    | Manfred Gottschall                 | 3221         |
|              | Persönlichkeiten der deutschen Arbeiterbewegung (XV) - Edith Baumann (1909–1973) | 10           | 24. Januar            | 8.000.000    | Gerhard Stauf                      | 3222         |
|              | - Otto Meier (1889–1962) | 10           | 24. Januar            | 8.000.000    | Gerhard Stauf                      | 3223         |
|              | - Alfred Oelßner (1879–1962) | 10           | 24. Januar            | 8.000.000    | Gerhard Stauf                      | 3224         |
|              | - Fritz Selbmann (1899–1975) | 10           | 24. Januar            | 8.000.000    | Gerhard Stauf                      | 3225         |
|              | Fernsprechapparate im Wandel der Zeiten Diese und die folgenden drei Marken wurden auch als Zusammendruck in Viererblockanordnung ausgegeben: - Telefonapparat von Philipp Reis (1861)                                                                                               | 10           | 7. Februar            | 34.300.000   | Peter Korn                         | 3226         |
|              | - Wandapparat von Siemens & Halske (1882) | 20           | 7. Februar            | 10.300.000   | Peter Korn                         | 3227         |
|              | - Wandapparat OB 03 (1903) | 50           | 7. Februar            | 5.300.000    | Peter Korn                         | 3228         |
|              | - Tischapparat OB 05 (1905) | 85           | 7. Februar            | 4.400.000    | Peter Korn                         | 3229         |
|              | Bedeutende Persönlichkeiten (XI) - Ludwig Renn (1889–1979), Schriftsteller | 10           | 28. Februar           | 8.000.000    | Manfred Gottschall                 | 3230         |
|              | - Carl von Ossietzky (1889–1938), Publizist und Nobelpreisträger | 10           | 28. Februar           | 32.000.000   | Manfred Gottschall                 | 3231         |
|              | - Adam Scharrer (1889–1948), Schriftsteller | 10           | 28. Februar           | 8.000.000    | Manfred Gottschall                 | 3232         |
|              | - Rudolf Mauersberger (1889–1971), Kantor der Dresdner Kreuzkirche und Komponist | 10           | 28. Februar           | 8.000.000    | Manfred Gottschall                 | 3233         |
|              | - Johann Beckmann (1739–1811), Ökonom | 10           | 28. Februar           | 8.000.000    | Manfred Gottschall                 | 3234         |
|              | Leipziger Frühjahrsmesse - Messehaus „Handelshof“ am Naschmarkt | 70           | 7. März               | 3.500.000    | Oswin Volkamer                     | 3235         |
|              | - Alte Börse am Leipziger Naschmarkt; Kupferstich von Gabriel Bodenehr (1700) | 85           | 7. März               | 2.350.000    | Oswin Volkamer                     | 3236         |
|              | 500. Geburtstag von Thomas Müntzer (I) Diese Marke wurde als Briefmarkenblock ausgegeben: Thomas Müntzer, Theologe und Revolutionär | 110          | 21. März              | 2.100.000    | Schmidt                            | 3237         |
|              | 150. Jahrestag der Inbetriebnahme der ersten deutschen Ferneisenbahn Leipzig–Dresden - Friedrich List (1789–1846); Wirtschaftswissenschaftler | 15           | 4. April              | 4.000.000    | Detlef Glinski                     | 3238         |
|              | - Dresdner Bahnhof in Leipzig (1839) | 20           | 4. April              | 8.000.000    | Detlef Glinski                     | 3239         |
|              | - Leipziger Bahnhof in Dresden (um 1839) | 50           | 4. April              | 2.100.000    | Detlef Glinski                     | 3240         |
|              | Meißner Porzellan (III) 250 Jahre Zwiebelmuster - Teedose (18. Jahrhundert) | 10           | 18. April             | 8.000.000    | Joachim Rieß                       | 3241 I       |
|              | - Vase (1908) | 20           | 18. April             | 8.000.000    | Joachim Rieß                       | 3242 I       |
|              | - Brotbrett (1855) | 35           | 18. April             | 3.500.000    | Joachim Rieß                       | 3243 I       |
|              | - Kaffeekanne (1745) | 70           | 18. April             | 2.100.000    | Joachim Rieß                       | 3244 I       |
|              | Diese und die folgenden drei Marken wurden als Zusammendruck in Viererblockanordnung ausgegeben: - Teedose (18. Jahrhundert) | 10           | 18. April             | 3.000.000    | Joachim Rieß                       | 3241 II      |
|              | - Vase (1908) | 20           | 18. April             | 3.000.000    | Joachim Rieß                       | 3242 II      |
|              | - Brotbrett (1855) | 35           | 18. April             | 3.000.000    | Joachim Rieß                       | 3243 II      |
|              | - Kaffeekanne (1745) | 70           | 18. April             | 3.000.000    | Joachim Rieß                       | 3244 II      |
|              | Internationale Buchkunst-Ausstellung (IBA), Leipzig - Initiale „I“ | 20           | 2. Mai                | 8.000.000    | Evelyne Bobbe und Karl-Heinz Bobbe | 3245         |
|              | - Initiale „B“ | 50           | 2. Mai                | 3.000.000    | Evelyne Bobbe und Karl-Heinz Bobbe | 3246         |
|              | - Initiale „A“ | 1,35 M       | 2. Mai                | 2.100.000    | Evelyne Bobbe und Karl-Heinz Bobbe | 3247         |
|              | Pfingsttreffen der Freien Deutschen Jugend (FDJ), Berlin und Weltfestspiele der Jugend und Studenten, Pjöngjang Diese und die folgende Marke wurden als Zusammendruck mit einem dazwischenliegenden Zierfeld ausgegeben: - Bauwerke in Pjöngjang, Emblem                             | 20           | 9. Mai                | 3.000.000    | Ralf-Jürgen Lehmann                | 3248         |
|              | - Bauwerke im Zentrum Berlins, Emblem | 20+5         | 9. Mai                | 3.000.000    | Ralf-Jürgen Lehmann                | 3249         |
|              | 225. Geburtstag von Gottfried Schadow Details aus dem Doppelstandbild der Prinzessinnen Luise und Frederike von Preußen - Prinzessin Luise | 50           | 16. Mai               | 3.000.000    | Joachim Rieß                       | 3250         |
|              | - Prinzessin Frederike | 85           | 16. Mai               | 2.100.000    | Joachim Rieß                       | 3251         |
|              | 100 Jahre Carl-Zeiss-Stiftung, Jena Diese und die folgende Marke wurden als Zusammendruck mit einem dazwischenliegenden Zierfeld ausgegeben: - Interferenzmikroskop „JENAVAL interphako“                                                                                             | 50           | 16. Mai               | 3.000.000    | Ekkehart Haller                    | 3252         |
|              | - Zweikoordinatenmessgerät „ZKM 01-250 C“ | 85           | 16. Mai               | 3.000.000    | Ekkehart Haller                    | 3253         |
|              | 200. Jahrestag der Antrittsrede Friedrich Schillers an der Universität Jena Diese und die folgende Marke wurden als Zusammendruck mit einem dazwischenliegenden Zierfeld ausgegeben: - Titelseite der Antrittsrede „Was heißt und zu welchem Ende studiert man Universalgeschichte?“ | 25           | 23. Mai               | 3.000.000    | Kraus                              | 3254         |
|              | - Ausschnitt aus der Antrittsrede | 85           | 23. Mai               | 3.000.000    | Kraus                              | 3255         |
|              | Alfred Edmund und Christian Ludwig Brehm Diese und die folgende Marke wurde als Briefmarkenblock ausgegeben: - Alfred Edmund Brehm, Zoologe | 50           | 13. Juni              | 2.100.000    | Andrea Soest                       | 3256         |
|              | - Christian Ludwig Brehm, Pfarrer und Ornithologe | 85           | 13. Juni              | 2.100.000    | Andrea Soest                       | 3257         |
|              | 200. Jahrestag der Französischen Revolution - Sturm auf die Bastille | 5            | 4. Juli               | 6.000.000    | Joachim Rieß                       | 3258         |
|              | - Fahnenträger der Sansculotten, bewaffnete Bürger | 20           | 4. Juli               | 8.100.000    | Joachim Rieß                       | 3259         |
|              | - Erstürmung der Tuilerien | 90           | 4. Juli               | 2.100.000    | Joachim Rieß                       | 3260         |
|              | 40. Internationaler Kongress für Pferdezucht der sozialistischen Staaten, Berlin - Haflinger | 10           | 18. Juli              | 8.000.000    | Ursula Abramowski-Lautenschläger   | 3261         |
|              | - Englisches Vollblut | 20           | 18. Juli              | 8.000.000    | Ursula Abramowski-Lautenschläger   | 3262         |
|              | - Kaltblut | 70           | 18. Juli              | 3.200.000    | Ursula Abramowski-Lautenschläger   | 3263         |
|              | - Edles Warmblut | 110          | 18. Juli              | 2.100.000    | Ursula Abramowski-Lautenschläger   | 3264         |
|              | Nationale Briefmarkenausstellung, Magdeburg - Eulenspiegelbrunnen | 20           | 8. August             | 11.900.000   | Joachim Rieß                       | 3265         |
|              | - Teufelsbrunnen | 70+5         | 8. August             | 6.900.000    | Joachim Rieß                       | 3266         |
|              | Leipziger Herbstmesse Diese und die folgende Marke wurde als Briefmarkenblock ausgegeben: - Neubauten am Westeingang des Messegeländes | 50           | 22. August            | 2.100.000    | Hilmar Zill                        | 3267         |
|              | - Neubauten am Westeingang des Messegeländes | 85           | 22. August            | 2.100.000    | Hilmar Zill                        | 3268         |
|              | 500. Geburtstag von Thomas Müntzer (II) - Verkündigung an den Bauern | 5            | 22. August            | 6.000.000    | Schmidt                            | 3269         |
|              | - Lebensbrunnen | 10           | 22. August            | 8.000.000    | Schmidt                            | 3270         |
|              | Die Marke wurde auch als Kleinbogen ausgegeben: - Müntzer in der Schlacht | 20           | 22. August            | 16.400.000   | Schmidt                            | 3271         |
|              | - Die lutherisch Strebkatz | 50           | 22. August            | 3.200.000    | Schmidt                            | 3272         |
|              | - Justitia/Narr | 85           | 22. August            | 2.100.000    | Schmidt                            | 3273         |
|              | Internationale Mahn- und Gedenkstätten 30 Jahre Mahn- und Gedenkstätte Ravensbrück | 35           | 5. September          | 3.500.000    | Joachim Rieß                       | 3274         |
|              | Internationale Solidarität Afrikanische Kinder, UNICEF-Symbol | 10+ 5        | 5. September          | 3.000.000    | Ralf-Jürgen Lehmann                | 3275         |
|              | Blattkakteenzüchtungen - Epiphyllum-Hybride „Adriana“ | 10           | 19. September         | 8.000.000    | Manfred Gottschall                 | 3276         |
|              | - Epiphyllum-Hybride „Feuerzauber“ | 35           | 19. September         | 3.600.000    | Manfred Gottschall                 | 3277         |
|              | - Epiphyllum-Hybride „Franzisko“ | 50           | 19. September         | 2.100.000    | Manfred Gottschall                 | 3278         |
|              | 40 Jahre Deutsche Demokratische Republik - Lernende Jugend | 5            | 3. Oktober            | 6.000.000    | Joachim Rieß                       | 3279         |
|              | - Genossenschaftsbauern | 10           | 3. Oktober            | 8.000.000    | Joachim Rieß                       | 3280         |
|              | - Frauen und Männer mit Bebauungsmodell, Fahnen der in der Nationalen Front der DDR zusammengeschlossenen Parteien | 20           | 3. Oktober            | 8.000.000    | Joachim Rieß                       | 3281         |
|              | - Moderner Maschinenbau | 25           | 3. Oktober            | 2.100.000    | Joachim Rieß                       | 3282         |
|              | Diese Marke wurde als Briefmarkenblock ausgegeben: - Bauarbeiter | 135          | 3. Oktober            | 2.100.000    | Joachim Rieß                       | 3283         |
|              | 100. Geburtstag von Jawaharlal Nehru Jawaharlal Nehru (1889–1964), indischer Staatsmann | 35           | 7. November           | 3.500.000    | Hans Detlefsen                     | 3284         |
|              | Historische Denkmale: Rolandsäulen (II) - Zerbst (1445) | 5            | 7. November           | 6.000.000    | Andrea Soest                       | 3285         |
|              | - Halberstadt (1433) | 10           | 7. November           | 24.000.000   | Andrea Soest                       | 3286         |
|              | - Buch/Altmark (1611) | 20           | 7. November           | 8.000.000    | Andrea Soest                       | 3287         |
|              | - Perleberg (1546) | 50           | 7. November           | 2.100.000    | Andrea Soest                       | 3288         |
|              | Erzgebirgische Leuchterspinnen - Schneeberg (um 1860) | 10           | 28. November          | 2.100.000    | Harry Scheuner                     | 3289         |
|              | - Schwarzenberg (um 1850) | 20           | 28. November          | 2.100.000    | Harry Scheuner                     | 3290         |
|              | - Annaberg (um 1800) | 25           | 28. November          | 2.100.000    | Harry Scheuner                     | 3291         |
|              | - Seiffen (um 1900) | 35           | 28. November          | 2.100.000    | Harry Scheuner                     | 3292         |
|              | - Seiffen (um 1930) | 50           | 28. November          | 2.100.000    | Harry Scheuner                     | 3293         |
|              | - Annaberg (um 1925) | 70           | 28. November          | 2.100.000    | Harry Scheuner                     | 3294         |

### Kleinbogen und Zusammendrucke

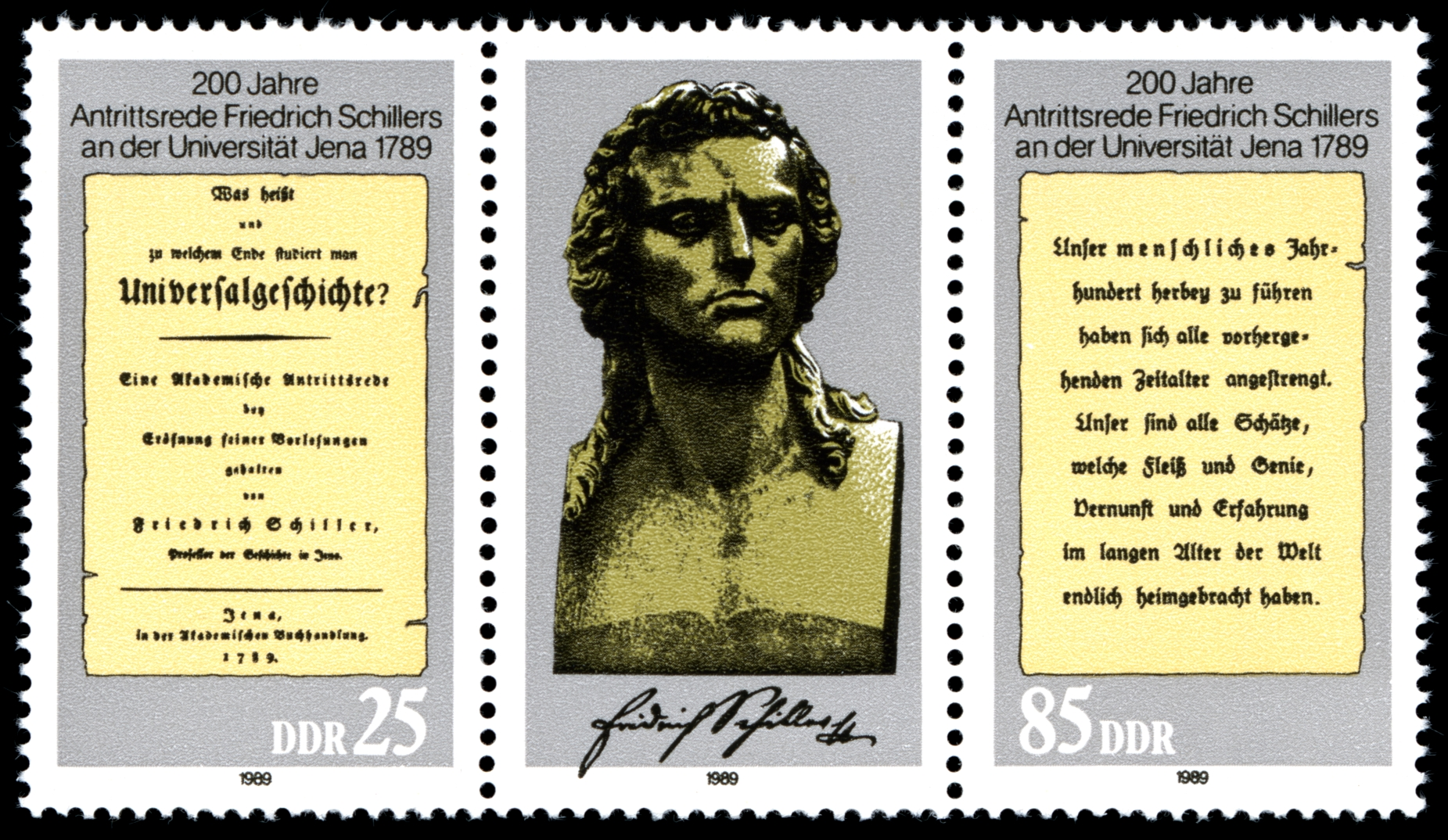
200. Jahrestag der Antrittsrede Friedrich Schillers an der Universität Jena